# Je te surveille
Je te surveille (Wrong Swipe) est un téléfilm américain réalisé par Matthew Leutwyler, diffusé en 2016.

## Fiche technique
- Réalisation : Matthew Leutwyler
- Scénario : Sophie Tilson et Shanrah Wakefield
- Photographie : Ben Demaree
- Durée : 90 minutes
- Date de diffusion :
  -  France : 12 septembre 2016 sur TF1

## Distribution
- Anna Hutchison (VF : Ariane Aggiage) : Anna
- Karissa Staples (VF : Ana Piévic) : Sasha
- Rhys Ward (VF : Jeremy Bardeau) : Matt
- Kevin Joy (VF : Françoua Garrigues) : Nate
- Stacey Moseley (VF : Brigitte Aubry) : Inspectrice Thompson
- Jill Whelan (VF : Pauline Larrieu) : Jill
- Blake Berris (VF : Nicolas Djermag) : Todd
- Heather Karasek : Serveuse
- Philipp Karner (VF : Yann Guillemot) : Pete
- Ted King : Professeur Murphy
- Arthur Napiontek (VF : Stanislas Forlani) : Jake
- Rebecca Ocampo : Professeure d'art
- Bobby T : Client
- Eric Scott Woods (VF : Marc Bretonnière) : Ivan